# Alexandro Silva de Sousa
Alexandro Silva de Sousa, conegut com a Dudu Cearense, (Fortaleza, Brasil, 15 d'abril de 1983) és un futbolista brasiler. Va disputar 11 partits amb la selecció del Brasil.